# Philippe Paoli
Philippe Paoli (Beiroet, 3 januari 1995) is een Libanees voetballer die onder contract staat bij Lommel United.

## Statistieken
| Seizoen         | Club              | Competitie      | Competitie | Competitie | Play-offs | Play-offs | Beker | Beker | Totaal | Totaal |
| Seizoen         | Club              | Competitie      | Wed.       | Dlp.       | Wed.      | Dlp.      | Wed.  | Dlp.  | Wed.   | Dlp.   |
| --------------- | ----------------- | --------------- | ---------- | ---------- | --------- | --------- | ----- | ----- | ------ | ------ |
| 2012-2013       | Racing Beiroet    | Premier League  | 9          | 7          | —         | —         | 0     | 0     | 9      | 7      |
| 2014-2015       | 1. FC Köln II     | Regionalliga    | 10         | 0          | —         | —         | 0     | 0     | 10     | 0      |
| 2015-2016       | Lommel United     | Tweede klasse   | 12         | 1          | 0         | 0         | 2     | 0     | 14     | 1      |
| 2016-2017       | Lommel United     | Tweede klasse   | 0          | 0          | 0         | 0         | 0     | 0     | 0      | 0      |
| 2016-2017       | → KFC Oosterzonen | Derde klasse B  | 3          | 0          | 0         | 0         | 1     | 0     | 4      | 0      |
| Carrière totaal | Carrière totaal   | Carrière totaal | 34         | 8          | 0         | 0         | 3     | 0     | 37     | 8      |

Bron: sport.be